# Baronie Schorisse
Schorisse was een baronie (land van de baron) en onafhankelijke heerlijkheid in het Land van Aalst. Het gebied bestond uit de parochies Mater, Rozebeke, Schorisse, Sint-Blasius-Boekel, Sint-Kornelis-Horebeke, Sint-Maria-Horebeke, Welden, Zegelsem en een klein landelijk deel van Elst.

## De baronnen van Schorisse
De heerlijkheid was aanvankelijk in het bezit van de familie Van Schorisse, maar kwam in de eerste helft van de 13e eeuw aan Arnold I van Gavere († 04 juli 1253), heer van Mater, door zijn huwelijk met Margaretha van Schorisse.  Hun zoon Arnold II bracht in 1289 zijn verblijfplaats over van Mater naar Schorisse, waar hij een kasteel liet bouwen, en veranderde meteen zijn naam in Van Schorisse.
De heerlijkheid werd in 1378 door Lodewijk van Male verheven tot vrijheerlijkheid en baronie.  De familie behield ze tot in 1503, toen Johanna van Schorisse trouwde met Simon de Lalaing, heer van Montigny.  Een eeuw later werd gravin Marguerite de Lalaing de echtgenote van Florent de Berlaimont en bracht hem de baronie als bruidsschat aan.  In 1631 ten slotte verwierf de familie Egmont het domein, toen Lodewijk van Egmont, ridder van het Gulden Vlies, trouwde met Marguerite de Berlaimont.